# Lisa Rinna
Lisa Deanna Rinna (Newport Beach, 11 de julho de 1963), é uma atriz, apresentadora e escritora
americana. Ela é mais conhecida por interpretar Billie Reed em Days of Our Lives.

## Filmografia

### Cinema
| Ano  | Título         | Papel             | Notas          |
| ---- | -------------- | ----------------- | -------------- |
| 1988 | Captive Rage   | Lucy Delacorte    |                |
| 1990 | Monday Morning | Susan Pevensie    |                |
| 1993 | Robot Wars     | Annie             |                |
| 2001 | Good Advice    | Veronica Simpson  |                |
| 2016 | Director's Cut | Ela mesma         |                |
| 2017 | Grannie        | Senhorita Hanigan | Curta-metragem |
| 2024 | Mommy Meanest  | Madelyn           |                |

### Televisão
Como ela mesma
| Ano       | Título                               | Papel         | Notas             |
| --------- | ------------------------------------ | ------------- | ----------------- |
| 2002-2006 | Soap Talk                            | Apresentadora |                   |
| 2006      | Dancing with the Stars               | Participante  | Temporada 2       |
| 2010      | Harry Loves Lisa                     | Participante  | Temporada 1       |
| 2011-2013 | The Apprentice                       | Participante  | Temporada 11 e 13 |
| 2014      | Sing Your Face Off                   | Participante  | Temporada 1       |
| 2014-2022 | The Real Housewives of Beverly Hills | Participante  | Temporada 5-12    |

Como atriz
| Ano       | Título                           | Papel                                        | Notas                                                               |
| --------- | -------------------------------- | -------------------------------------------- | ------------------------------------------------------------------- |
| 1990      | The Hogan Family                 | Annie Derrick                                | 4 episódios                                                         |
| 1991      | Lies Before Kisses               | Adrianne Arness                              | Telefilme                                                           |
| 1991      | Shades of L.A.                   | Holly                                        | Episódio: "Send Up the Clowns"                                      |
| 1991      | Baywatch                         | Kelly                                        | Episódio: "Thin or Die"                                             |
| 1992–2018 | Days of Our Lives                | Billie Reed                                  | 606 episódios                                                       |
| 1993      | Night Sins                       | Billie Reed                                  | Telefilme                                                           |
| 1994      | Winter Heat                      | Billie Reed                                  | Telefilme                                                           |
| 1995      | Vanished                         | Marielle Delauney                            | Telefilme                                                           |
| 1996–1998 | Melrose Place                    | Taylor McBride                               | 66 episódios                                                        |
| 1997      | Close to Danger                  | Jennifer Cole                                | Telefilme                                                           |
| 1998      | House Rules                      | Cassiopa 'Cassie' Devine                     | Episódio: "Pilot"                                                   |
| 1998      | Nick Fury: Agent of S.H.I.E.L.D. | Condessa Valentina 'Val' de Allegro Fontaine | Telefilme                                                           |
| 2000      | Another Woman's Husband          | Laurel McArthur                              | Telefilme                                                           |
| 2000      | Movie Stars                      | Amy Wells Hunter                             | Episódio: "The Seduction of Reese Hardin"                           |
| 2001      | Sex, Lies & Obsession            | Joanna Thomas                                | Telefilme                                                           |
| 2001      | Oh, Baby                         | Michelle Grant                               | Telefilme                                                           |
| 2004      | 8 Simple Rules                   | Holly                                        | Episódio: "YMCA"                                                    |
| 2004–2005 | Veronica Mars                    | Lynn Echolls                                 | 3 episódios                                                         |
| 2007      | Entourage                        | Donna Devaney                                | Episódio: "Malibooty"                                               |
| 2008      | Hannah Montana                   | Francesca                                    | Episódio: "Killing Me Softly with His Height"                       |
| 2010      | Community                        | Mãe de Mark                                  | Episódio: "The Art of Discourse"                                    |
| 2011      | Big Time Rush                    | Brooke Diamond                               | Episódio: "Big Time Moms"                                           |
| 2014      | Awkward.                         | Eva Mansfield                                | Episódio: "Snow Job: Part 1"                                        |
| 2015      | Bound & Babysitting              | Jane                                         | Telefilme                                                           |
| 2015      | CSI: Crime Scene Investigation   | Tori Nolan                                   | Episódio: "Under My Skin"                                           |
| 2015      | The Hotwives of Las Vegas        | Kendra                                       | Episódio: "What Happens in Vegas... Seriously, What Happens There?" |
| 2017      | The Middle                       | Tammy Brooks                                 | Episódio: "Meet the Parents"                                        |
| 2018      | The Guest Book                   | Loretta                                      | Episódio: "Invisible Son"                                           |
| 2019      | This Close                       | Priscilla                                    | Episódio: "Three's Company"                                         |
| 2021      | The Prince                       | Ela mesma                                    | 4 episódios                                                         |
| 2021      | Days of Our Lives: Beyond Salem  | Billie Reed                                  | 5 episódios                                                         |
| 2021      | The Shrink Next Door             | Ela mesma                                    | 2 episódios                                                         |
| 2022      | The Great North                  | Ela mesma                                    | Episódio: "Dances with Wolfs Adventure"                             |
| 2023      | American Horror Stories          | Sheila Klein                                 | Episódio: "Tapeworm"                                                |
| 2024      | So Help Me Todd                  | Jennifer Gianola                             | Episódio: "Iceland Was Horrible"                                    |
| 2024      | Lopez vs. Lopez                  | Lisa                                         | Episódio: "Lopez vs. Lisa"                                          |

### Teatro
| Ano  | Título  | Papel      | Notas    |
| ---- | ------- | ---------- | -------- |
| 2007 | Chicago | Roxie Hart | Broadway |